# 1726年の相撲
1726年の相撲（1726ねんのすもう）は、1726年の相撲関係のできごとについて述べる。

## 興行
- 10月場所（江戸相撲）[1]
  - 興行場所:新材木町杉森稲荷社